# Daher-Socata
Daher-Socata (v preteklosti  Socata in EADS Socata) je francoski proizvajalec športnih letal in lahkih turbopropelerskih letal. Podjetje proizvaja tudi dele za proizvajalec Airbus, Dassault, Embraer, Eurocopter in Lockheed Martin. Sedež podjetja je v Tarbesu, Francija. 
Zgodovina Socate sega v leto 1911, ko so ustanovili podjetje Morane-Saulnier. Leta 1966 se je to podjetje  preimenovalo v SOCATA - Société de Construction d'Avions de Tourisme et d'Affaires. Leta 2000 je Socata postala podružnica od EADS-a, podjetje se je preimenovalo v EADS Socata. Leta 2008 je Daher kupil 70% Socate in jo preimenoval v Daher-Socata. Marca 2015 so se spet preimenovali v novo ime "Daher" -  po krovnem podjetju. 

## Izdelki
Letala, ki jih trenutno proizvaja Socata:
- TBM 900

Letala, ki jih proizvajla Socata v preteklosti:
- Socata Rallye
- ST 10 Diplomate
- TB 30 Epsilon
- TB 9 Tampico GT
- TB 10 Tobago GT
- TB 200 Tobago XL GT
- TB 20 Trinidad GT
- TB 21 Trinidad TC GT
- TBM 700
- TBM 850
- Socata Horizon

Letala, ki se niso serijsko proizvajala
- TB 31 Omega
- TB 360 Tangara